# أبشيش
أبشيش إحدى قرى مركز الباجور التابع لمحافظة المنوفية في جمهورية مصر العربية.

## التاريخ
قرية أبشيش من القرى القديمة، حيث وردت باسم «أبجيج» في أعمال المنوفية ضمن قرى الروك الصلاحي التي أحصاها ابن مماتي في كتاب قوانين الدواوين، كما وردت باسم «أبجيج» في أعمال المنوفية ضمن قرى الروك الناصري التي أحصاها ابن الجيعان في كتاب «التحفة السنية بأسماء البلاد المصرية». وفي العصر العثماني وردت باسم «أبجيج» في التربيع العثماني الذي أجراه الوالي العثماني سليمان باشا الخادم في عصر السلطان العثماني سليمان القانوني ضمن قرى ولاية المنوفية، وفي تاريخ 1228هـ/1813م الذي عدّ قرى مصر بعد المسح الذي قام به محمد علي باشا باسم «أبجيج» ضمن قرى مديرية المنوفية. ويُذكر أن قرية أبشيش في سنة 1320هـ/1902م، تم تغيير الاسم رسميًا من أبجيج إلى أبشيش وفق ما ينطقه أهلها.

## السكان
بلغ عدد سكان أبشيش 9,737 نسمة، حسب الإحصاء الرسمي لعام 2006.